# Vláda národní jednoty (Maďarsko)
Vláda národní jednoty (maďarsky Nemzeti Összefogás Kormánya) nebo Szálasiho vláda je označení pro totalitní vládu Maďarského království od 16. října 1944 do 28. března 1945 pod vedením „Vůdce národa“ Ference Szálasiho a jeho Šípových křížů. 

## Historie

Znak nacistického Maďarského státu pod vedením Šípových křížů v letech 1944–1945.

Vláda národní jednoty byla vytvořena 15. října 1944 během operace Panzerfaust, při níž byla regentu Maďarského království Miklósi Horthymu odebrána moc. Stát ovládli Šípové kříže v čele s národním socialistou a nadšeným fašistou Ferencem Szálasim, který obsadil post hlavy státu jako Vůdce národa. 

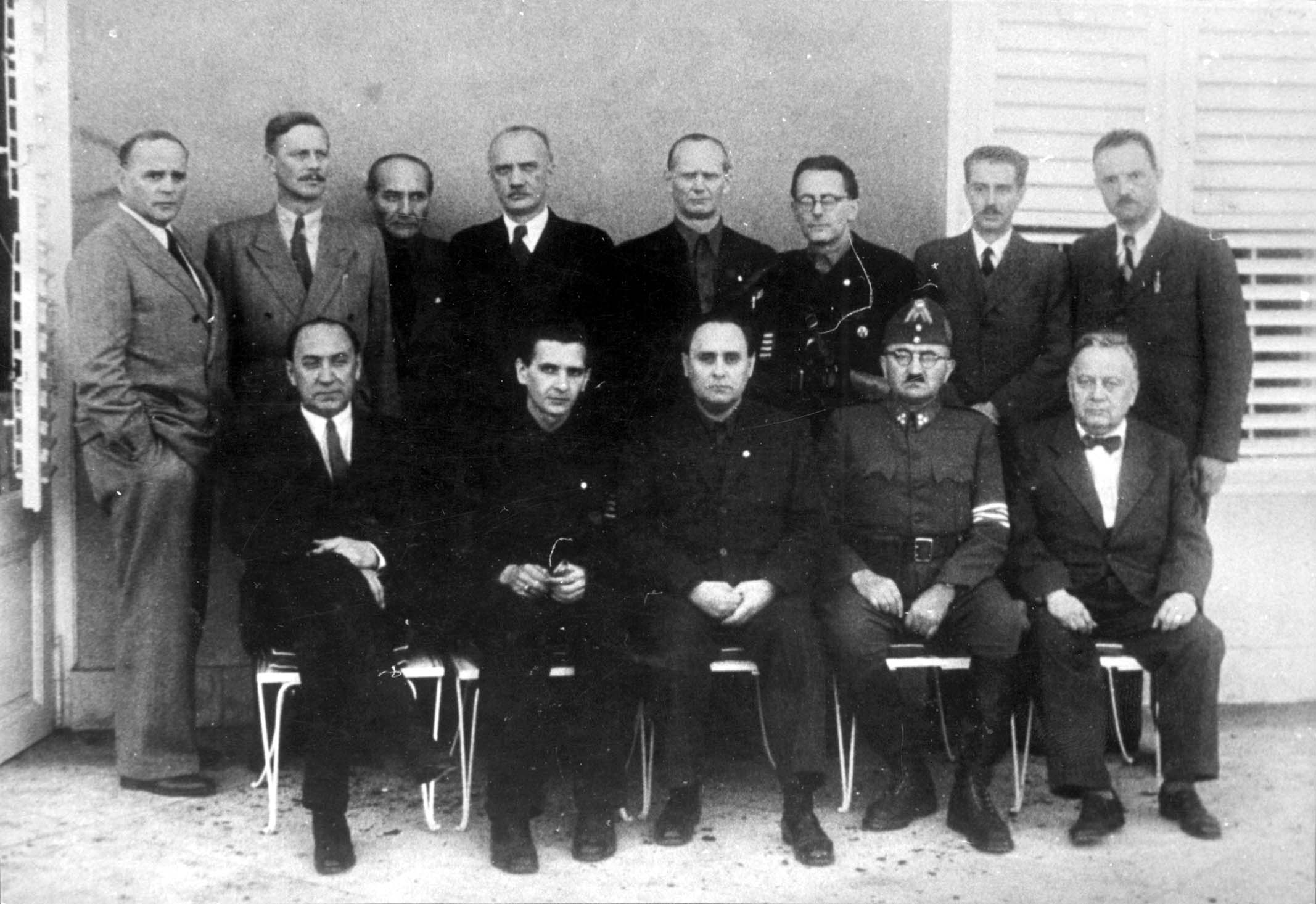
Vláda národní jednoty

Po fašistickém převratu došlo k dalšímu vraždění a pronásledování Židů. Asi polovina z celkového 200 000 počtu lidí budapešťské židovské komunity přišla o život během akcí Šípových křížů. 
Maďarský stát čelil blížící se okupaci Sovětským svazem, což přinášelo demolici maďarské infrastruktury ze strany ustupující armády Třetí říše. 
Mezitím byla v prosinci 1944 založena (za účasti komunistů) protifašistická Fronta národního osvobození, jež dne 22. prosince 1944 v Debrecenu ustavila prozatímní vládu v čele s Bélou Miklósem. Vláda vyhlásila 28. prosince válku Německu a 20. ledna 1945 podepsala v Moskvě příměří se Spojenci. 
Podle Hitlera byla Budapešť poslední překážkou, jak Rudou armádu zastavit před příchodem do Vídně a celého Německa. Hitler tedy nakázal bránit Budapešť do posledního muže. Pro Sovětský svaz bylo dobytí Budapešti symbolem prestiže a nároku na Maďary při poválečném rozdělování Evropy. Obě strany se tedy do boje pustily s maximálním odhodláním a nebraly ohled na počet padlých vojáků – Budapešťská operace. Odstupující německá armáda nasadila vzdušné síly a začala Budapešť bombardovat. Vyhodila do povětří všechny mosty přes Dunaj a zničila také mnoho domů. Po téměř stodenním boji bylo město plné trosek a mrtvol. Dne 13. února 1945, po dvouměsíčním obléhání, byla Budapešť dobyta vojsky Rudé armády. 
Vláda přestala existovat dne 28. března 1945. O den později nalezli všichni členové vlády útočiště v Třetí říši, kde byli zajati. Ke konci války spáchal Béla Jurcsek v Rakousku sebevraždu a Árpádu Henneymu se podařilo uprchnout na západ. Všichni ostatní členové vlády byli předáni zpět do Maďarska k lidovému soudu. Vilmos Hellebronth a Emil Szakváry byli odsouzeni k doživotním nuceným pracím, zatímco všichni zbývající byli odsouzeni k trestu smrti oběšením. Ferenc Szálasi byl souzen za zločiny proti státu, proti lidskosti a válečné zločiny. Popraven dne 12. března 1946.
Dne 4. dubna 1945 po dlouhotrvajících a těžkých bojích dovršila Rudá armáda obsazení maďarského území. Tento den se později v Maďarské lidové republice stal státním svátkem.

## Složení vlády
| Jméno                                                                              | Od                              | Do                              | Strana                          | Poznámka                                   |
| Předseda vlády ("Vůdce národa")                                                    | Předseda vlády ("Vůdce národa") | Předseda vlády ("Vůdce národa") | Předseda vlády ("Vůdce národa") | Předseda vlády ("Vůdce národa")            |
| ---------------------------------------------------------------------------------- | ------------------------------- | ------------------------------- | ------------------------------- | ------------------------------------------ |
| Ferenc Szálasi                                                                     | 15. říjen 1944                  | 28. březen 1945                 | Nyilaskeresztes Párt            |                                            |
| Místopředseda vlády                                                                |                                 |                                 |                                 |                                            |
| Jenő Szöllősi                                                                      | 15. říjen 1944                  | 28. březen 1945                 | Nyilaskeresztes Párt            |                                            |
| Ministr vnitra                                                                     |                                 |                                 |                                 |                                            |
| Gábor Vajna                                                                        | 15. říjen 1944                  | 28. březen 1945                 | Nyilaskeresztes Párt            |                                            |
| Ministr zahraničních věcí                                                          |                                 |                                 |                                 |                                            |
| Gábor Kemény                                                                       | 15. říjen 1944                  | 28. březen 1945                 | Nyilaskeresztes Párt            |                                            |
| Ministr financí                                                                    |                                 |                                 |                                 |                                            |
| Lajos Reményi-Schneller                                                            | 15. říjen 1944                  | 28. březen 1945                 | Nestraník (az MMP-ből)          |                                            |
| Ministr spravedlnosti                                                              |                                 |                                 |                                 |                                            |
| Budinszky László                                                                   | 15. říjen 1944                  | 28. březen 1945                 | Nyilaskeresztes Párt            |                                            |
| Ministr obrany                                                                     |                                 |                                 |                                 |                                            |
| Beregfy Károly                                                                     | 15. říjen 1944                  | 28. březen 1945                 | Nestraník                       |                                            |
| Ministr náboženství a výchovy                                                      |                                 |                                 |                                 |                                            |
| Ferenc Rajniss                                                                     | 15. říjen 1944                  | 7. březen 1945                  | Magyar Megújulás Pártja         |                                            |
| Ferenc Szálasi                                                                     | 7. březen 1945                  | 28. březen 1945                 | Nyilaskeresztes Párt            | Předseda vlády dočasně převzal tuto funkci |
| Ministr zemědělství                                                                |                                 |                                 |                                 |                                            |
| Fidél Pálffy                                                                       | 15. říjen 1944                  | 28. březen 1945                 | Nyilaskeresztes Párt            |                                            |
| Ministr obchodu a dopravy                                                          |                                 |                                 |                                 |                                            |
| Lajos Szász                                                                        | 15. říjen 1944                  | 28. březen 1945                 | Nestraník (MMP)                 |                                            |
| Ministr průmyslu                                                                   |                                 |                                 |                                 |                                            |
| Emil Szakváry                                                                      | 15. říjen 1944                  | 28. březen 1945                 | Nestraník                       |                                            |
| Ministr veřejné péče                                                               |                                 |                                 |                                 |                                            |
| Béla Jurcsek                                                                       | 15. říjen 1944                  | 28. březen 1945                 | Nestraník (?)                   |                                            |
| Ministr bez portfeje (pro totální nasazení a boj národa)                           |                                 |                                 |                                 |                                            |
| Emil Kovarcz                                                                       | 15. říjen 1944                  | 28. březen 1945                 | Nyilaskeresztes Párt            |                                            |
| Ministr bez portfeje (pro národní obranu a propagandu)                             |                                 |                                 |                                 |                                            |
| Ferenc Kassai-Schalmayer                                                           | 15. říjen 1944                  | 28. březen 1945                 | Nyilaskeresztes Párt            |                                            |
| Ministr bez portfeje (pověřený vedením-dohledem nad plynulou výrobou)              |                                 |                                 |                                 |                                            |
| Vilmos Hellebronth                                                                 | 15. říjen 1944                  | 28. březen 1945                 | Nestraník                       |                                            |
| Ministr bez portfeje – Zvláštní delegát Vůdce národa pro důvěru a národní identitu |                                 |                                 |                                 |                                            |
| Árpád Henney                                                                       | 15. říjen 1944                  | 28. březen 1945                 | Nyilaskeresztes Párt            |                                            |